# 盆状袋狮属
盆状袋狮属（学名：Lekaneleo）为袋狮科的一个属。

## 下属物种
本属包括以下物种：
- Lekaneleo roskellyae Gillespie, 1997[1]